# Torgun (miejscowość)
Torgun (ros. Торгун) – osiedle w Rosji, w obwodzie wołgogradzkim, w rejonie staropołtawskim. W 2010 liczyło 752 mieszkańców.